# Interpretações históricas alternativas de Joana d'Arc

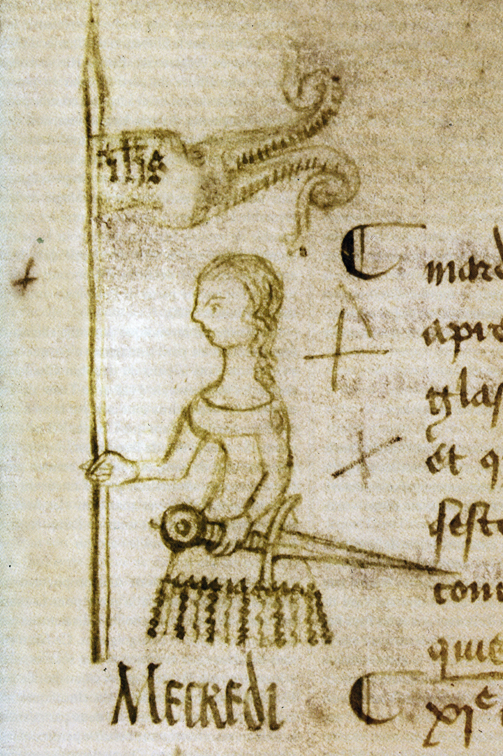
Desenho de Joana d'Arc por Clément de Fauquembergue, 1429. O artista nunca viu Joana.

Existe um número de teorias revisionistas sobre Joana d'Arc que contradizem o relato estabelecido da sua vida. Estas incluem as teorias de que ela era uma criança ilegítima da realeza; que ela não foi queimada na fogueira; que a maioria da sua história é uma fabricação; e que ela escapou da morte na fogueira. Estas teorias não ganharam aceitação significativa entre historiadores académicos.
Estas interpretações históricas alternativas são distintas das representações fictícias de Joana na arte, literatura e cultura popular.

## Bastarda real
Em 1819, Pierre Caze publicou La Vérite sur Jeanne d'Arc, que argumentava que Joana d'Arc era a filha ilegítima da Rainha, Isabel da Baviera, e do Duque Luís de Orleães. Segundo o raciocínio de Caze, a rainha escondeu a sua filha no campo com a família d'Arc. Quando Joana d'Arc conheceu o futuro Rei Carlos VII, ela teria-lhe dado um sinal privado de que era sua meia-irmã. Tem sido teorizado que o brasão que ele lhe concedeu incluía a espada como um bastão de bastardia.
Embora isto fornecesse uma explicação de como ela ganhou a confiança de Carlos VII no início de 1429, esta hipótese tem demasiadas outras dificuldades para ser levada a sério. A principal entre elas sendo que o duque de Orleães morreu a 23 de novembro de 1407. Isabel da Baviera teve um filho a 10 de novembro de 1407. A probabilidade de ter uma filha nesse espaço é reduzida. Assumindo que Joana d'Arc nasceu no ano seguinte, ela teria tido 23 anos no seu julgamento em 1431. Ela estimava que a sua idade era 19 anos.
Além disso, se a espada no brasão de Joana d'Arc representava um bastão de bastardia, então seria único em heráldica; é inconsistente com as leis de heráldica de que uma espada party per pale seja considerada um sinal de ilegitimidade. Também significaria que Joana d'Arc e várias testemunhas cometeram perjúrio sobre o seu nascimento. Nas palavras de Regine Pernoud e Marie-Veronique Clin, "historiadores ainda amadores ainda insistem que todas estas pessoas – como também Carlos VII, o duque de Alençon, Dunois, Bertrand de Poulengy – levaram a cabo um plano complexo para mascarar os autênticos pais reais de Joana. Esta tese tem falta de documentação credível".

## Sobrevivência
Várias impostoras alegaram ser Joana d'Arc depois da execução. A mais bem sucedida foi Jeanne (ou Claude) des Armoises. Claude des Armoises casou-se com o cavaleiro Robert des Armoises e alegou ser d'Arc em 1436. Ela ganhou o apoio dos irmãos de Joana d'Arc. Ela continuou com esta charada até 1440, ganhando presentes e subsídios. Uma crónica declara, "Neste ano veio uma jovem rapariga que disse que era a Dama de França e representou o seu papel tão bem que muitos foram enganados por ela, e especialmente os maiores nobres".
Alguns autores modernos tentaram reviver esta alegação ao afirmar que alguma outra vítima foi substituída por Joana d'Arc na fogueira. A probabilidade disto é extremamente baixa, visto que o julgamento de nulificação regista testemunho sob juramento de várias testemunhas que estavam presentes na execução e confirmaram a sua identidade.
E. Cobham Brewer escreveu no seu volume de 1870 Brewer's Dictionary of Phrase and Fable (Dicionário de Frase e Fábula de Brewer):

O Sr. Octave Delepierre publicou um panfleto, chamado Doute Historique, para negar a tradição de que Joana d'Arc foi queimada em Ruão por bruxaria. Ele cita um documento descoberto pelo Padre Vignier no século dezassete, nos arquivos de Metz, para provar que ela se tornou mulher do Sieur de Armoise, com quem ela residia em Metz, e se tornou a mãe de uma família. Vignier subsequentemente encontrou no baú de documentos da família o contrato de casamento entre "Robert des Armoises, cavaleiro, e Jeanne D'Arcy, apelidade de Dama de Orleães". Em 1740 encontrou-se nos arquivos da Maison de Ville (Orleães) registos de vários pagamentos para certos mensageiros de Joana para o irmão John, com as datas 1435, 1436. Também existe uma entrada de uma apresentação do concelho da cidade para a Dama, pelos seus serviços no cerco (datada de 1439). O Sr. Delepierre apresentou uma série de outros documentos para corroborar o mesmo facto, e mostrar que o conto do seu martírio foi inventado para atirar ódio nos Ingleses.

A teoria revisionista descrita por Brewer tem sido criticada por várias razões, incluindo o número significativo de testemunhas oculares da execução de Joana, como também o facto de que Claude des Armoises subsequentemente confessou perante várias testemunhas em múltiplas ocasiões de que era uma impostora.
Graeme Donald também argumenta que Joana não foi executada por bruxaria e que muita da história de Joana d'Arc é um mito. Ele diz que não existem relatou ou retratos das vitórias de Joana d'Arc durante o seu período de tempo, nem é mencionada como comandante do exército francês por Chastellain. Ele afirma que a obra mais definitiva do seu julgamento e julgamento de reabilitação, que são a base para a sua história, foi criada por Jules Quicherat entre 1841 e 1849, depois de descobrir um cache de documentos relacionados ao julgamento. Quicherat realmente compilou uma das primeira edições válidas do julgamento e dos procedimentos do julgamento de reabilitação, mas a existência dos registos do julgamento e re-julgamento de Joana eram conhecidos antes de Quicherat os colecionar e agrupar. As fontes originais das fontes de reabilitação foram ainda mais verificadas, editadas e amplificadas pela tradução de Pierre DuParc publicada em 1988.

## Bruxa
Em 1921, a antropóloga Margaret Murray argumentou que Joana foi corretamente identificada como uma bruxa pelas autoridades religiosas que a condenaram à morte, mas o que eles chamavam de bruxaria era, na verdade, um remanescente da "antiga religião" pagã da Europa pré-Cristã. Ela alegou que Joana e Gilles de Rais eram líderes de um culto bruxo pagão que era um rival da igreja Católica. Joana era o "Deus encarnado" de um culto derivado da sua adoração à caçadora virgem Diana. Murray alegava que isto ainda era a religião da maioria das pessoas comuns e a razão de Joana inspirar o soldado comum:

Os homens de armas, provenientes de ordens mais baixas, seguiram sem hesitação uma que eles acreditavam ter sido enviada pelo seu Deus, enquanto o exército inteiro era comandado pelo Marechal Gilles de Rais, que aparentemente pertencia a ambas religiões ao mesmo tempo.

Segundo Murray, a destruição de Joana foi orquestrada pela Igreja Católica e foi a sua primeira grande vitória contra o culto pagão:

O século quinze marca as primeiras grandes vitórias da Igreja. Começando com os julgamento em Lorena em 1408 a Igreja moveu-se triunfalmente contra Joana d'Arc e os seus seguidores em 1431, contra Gilles de Rais e o seu clã em 1440, contra as bruxas de Brescia em 1457.

As opiniões de Murray têm sido descartadas por académicos posteriores como fantasia pseudo-histórica. Um historiador chamou as suas ideias de "baboseira vápida". As suas alegações sobre Joana d'Arc foram descartadas por historiados baseado nas extensas provas das crenças religiosas de Joana, como as letras que ela ditou nas quais definia a sua fé no "Rei Jesus, Rei do Céu e de toda a terra, meu justo e soberano Senhor". e muitos relatos de testemunhas oculares das suas crenças e comportamento.